# Національний парк Ундзен-Амакуса
Національний парк Ундзен-Амакуса (яп. 雲仙天草国立公園, Unzen-Amakusa Kokuritsu Kōen) — національний парк у префектурах Нагасакі, Кумамото та Каґосіма, Японія. Парк, заснований у 1934 році, отримав свою назву від гори Ундзен, діючого вулкана в центрі півострова Сімабара, і островів Амакуса в морі Яцусіро. Ця територія тісно пов'язана з ранньою історією християнства в Японії, а парк охоплює численні території, пов'язані з Какуре Кірішітан.

## Історія
Парк був створений як національний парк Ундзен у 1934 році, а після розширення в 1956 році перейменований на національний парк Ундзен-Амакуса.

## Споріднені муніципалітети
- Каґосіма: Наґасіма[4]
- Кумамото: Амакуса, Камі-Амакуса, Рейхоку[4]
- Нагасакі: Мінамі-Шімабара, Шімабара, Ундзен[4]